# Ральф Гюттер
Ральф Гюттер (нім. Ralf Hütter) — німецький музикант. Засновник гурту Kraftwerk. Вокаліт та клавішник, незмінний та головний учасник гурту.

## Біографія
Гюттер познайомився з Флоріаном Шнайдером, коли навчався імпровізації у Вищій школі Роберта Шумана. У 1968 році Гюттер і Флоріан Шнайдер вперше заснували «організацію для реалізації загальних музичних концепцій», пробні записи якої пізніше були опубліковані у Великій Британії під груповою назвою «Organization» як Tone Float . З цього формування виник дюссельдорфський музичний гурт Kraftwerk . На початку своєї музичної кар'єри Гюттер також був учасником гуртів The Quartermaster, Phantoms, Rambo Zambo Bluesband і Bluesology.
Гюттер вивчав архітектуру в Аахені . У Kraftwerk він спочатку грав на органних та ударних інструментах, пізніше на клавішних інструментах та на всіх видах електронних звукових генераторів. Група перетворилася на одну з найвпливовіших і відомих німецьких музичних формувань і здобула світову популярність. Музика групи вплинула майже на всі подальші музичні напрямки ембієнт, транс, фолк. Учасники групи завжди експериментували з звучанням музики, тому їхня музика та музика того періоду була дуже різної та несхожою.
Пізніше його прізвище було змінено на «Hutter» на обкладинках платівок для кращого міжнародного маркетингу. Гюттер — потайний музикант, який уникає інтерв'ю, тому дуже тяжко найти інтерв'ю з його участю. Протягом тривалої кар'єри Kraftwerk його, як відомо, було важко знайти для інтерв'ю.
Слова Гюттера на інтерв'ю пресі в Kraftwerk :
|  | «Власність цікавить нас менше, ніж участь. Ми посилаємо [сигнали]. Деякі з цих ідей - радіохвилі. Ми є антеною, яка збирає інформацію, передавач, який передає інформацію туди-сюди. Це як енергія зворотного зв’язку. Інакше я б просто пускав музику вдома і лягав спати.» |

Також Гюттер вегетаріанець та відданий велосипедист.

## Факти
Ральф Гюттер — ентузіаст велоспорту, факт, відображений в деяких роботах групи. Широко стверджувалося, що, коли він був у турі, автобус групи відскакне від Гюттера за 100 миль від наступного місця, і він буде крутлювати решту шляху, Історія, яку Гюттер пізніше підтвердив. Учасники гурту зайнялися велоспортом під час запису альбому The Man-Machine в кінці 1970-х. Ральф Хюттер шукав нову форму вправ. Сингл «Tour de France» включає звуки, що слідують цій темі, включаючи велосипедні ланцюги, механізми передач і дихання велосипедиста. На момент виходу синглу Ральф Гюттер намагався переконати решту групи, що вони повинні записати цілий альбом, заснований навколо велоспорту. На той час цього не сталося, але проект в кінцевому підсумку був випущений як Tour de France Soundtracks в 2003 році.
Гюттер був задіяний в серйозній аварії на велосипеді в травні або червні 1982 року, в початковий період запису для альбому Electric Café 1986 року. В результаті він опинився в комі. Карл Бартос заявив, що перше, що Гюттер сказав, коли він прокинувся від коми, було «де мій велосипед?», історія Хюттера пізніше оскаржується в інтерв'ю в The Guardian в червні 2009 року.